# Antonio García Quejido
Antonio García Quejido (Madrid, 1856-1927) va ser un polític i sindicalista espanyol.
De professió tipògraf, era membre de l'Asociación del Arte de Imprimir de Madrid i va entrar en contacte amb el cercle marxista madrileny del ram que dirigia Pablo Iglesias. Esta agrupació, coneguda com a Nova Federació Madrilenya, seria l'embrió del naixement el 2 de maig de 1879 del Partit Socialista Obrer Espanyol, del que es converteix en un dels seus dirigents. Com a tal participaria en nombrosos Congressos de la Segona Internacional.
En 1884 participa en l'informe la Comissió de Reformes Socials, i en 1888 en la fundació de la Unió General de Treballadors (UGT), de la que és elegit president. Organitza el 1r de maig de 1890 a Barcelona, i eixe mateix any és reelegit President de la UGT. Entre 1894 i 1897 exercirà el càrrec de secretari general de la central sindical.
En 1897 és triat secretari del Comitè Nacional del PSOE, encara que abandona la direcció d'UGT en ser derrotada la seua proposta d'aliança amb els republicans burgesos. Es reintegrarà com a secretari general d'UGT de 1899 a 1902. El 1901 edita el primer tom d'El Capital, de Karl Marx. Candidat socialista en nombroses eleccions, el 1909 va ser triat regidor de l'Ajuntament de Madrid. A partir de llavors es va oposar a l'aliança amb els republicans. El 1912 va ser designat director d'El Socialista, diari oficial del PSOE.
El 1914 es produeix l'esclat de la Primera Guerra Mundial, davant de la qual es mostra en contra d'ambdós bàndols imperialistes a diferència de les posicions aliadòfiles de la majoria de dirigents del PSOE. En esclatar la Revolució Russa el 1917, és un dels dirigents socialistes partidaris de l'ingrés del PSOE en la III Internacional, a favor del que lluitarà en el si del partit fins a 1921, quan es produeix l'escissió que dona lloc al Partit Comunista Obrer Espanyol (PCOE), del que és fundador; i posteriorment al Partit Comunista d'Espanya (PCE), del que és triat primer secretari.
Va morir a Madrid el 1927, als 71 anys. Va escriure nombrosos articles en El Socialista, La Nueva Era, La Antorcha (òrgan del PCE), una biografia de Pablo Iglesias sota el pseudònim de Fidel (Pablo Iglesias y el Partido Socialista, 1905) i Karl Marx y la Internacional (1923).